# Ormiophasia inflata
Ormiophasia inflata là một loài ruồi trong họ Tachinidae.